# 拉海納淨土寺
拉海納淨土寺是位於美國夏威夷州拉海納的一座佛教淨土宗寺廟。

## 歷史
拉海納淨土寺始建於1912年，1932年遷至現址。
1968 年，為了紀念第一批日本人來到夏威夷一百週年，寺廟里安裝了一座12英尺高的阿彌陀佛雕像。
2023年7月1日，拉海納淨土寺慶祝了自發生嚴重特殊傳染性肺炎夏威夷州疫情以來第一個公開的盂蘭盆節。
拉海納淨土寺是2023年夏威夷山火中受損或被毀的眾多建築物之一。